# لاتاکونگا، اکوادور
لاتاکونگا یک فلات و یک شهر کشور اکوادور و مرکز استان کوتوپاکسی است. لاتاکونگا ۸۹ کیلومتر (۵۵ مایل) به سمت جنوب با کیتو فاصله‌دارد. در سرشماری سال ۲۰۰۱، لاتاکونگا ۵۱،۶۸۹ نفر جمعیت داشت که تا حد زیادی از آن‌ها مستیزو و بومی بودند.